# 多佐夫卡河
多佐夫卡河（俄语：Дозовка），是俄羅斯的河流，位於該國西部彼爾姆邊疆區，屬於韋斯利亞納河的左支流，河道全長55公里，流域面積449平方公里。